# Gran Los Ángeles
El Gran Los Ángeles (en inglés: Greater Los Angeles), oficialmente área estadística metropolitana de Los Ángeles-Long Beach-Santa Ana (CA MSA), es el nombre que recibe el área metropolitana de la ciudad de Los Ángeles, en California, Estados Unidos.
Es después del área metropolitana de Nueva York la más poblada de ese país y, por su extensión de más de 91 000 km², la más extensa de todo el continente americano. Incluye a 184 ciudades y es, más allá de su consideración como centro de entretenimiento a nivel mundial, un importante centro económico, financiero, tecnológico, artístico y cultural.

## Definición
El Gran Los Ángeles o Southland son los nombres con los que comúnmente se nombra a un área que ocupa cinco condados del sur de California: Los Ángeles, Orange, San Bernardino, Riverside y Ventura. Su población según los resultados del censo 2010 es de 17.877.006 habitantes, en un área de 91.469,7 km².
La aglomeración urbana del área metropolitana es considerada simplemente como "LA", especialmente por los residentes del condado de Los Ángeles y áreas adyacentes. El área urbana es tan grande que los residentes se refieren a la misma en subregiones:
- Valle Antelope
- Valle Crescenta
- Valle de San Fernando
- Valle de San Gabriel
- Valle de Santa Clarita
- Valle Conejo
- Llanura de Oxnard
- Inland Empire
- Condado de Orange
- Oeste de Los Ángeles (también conocida como el 'Westside')
- Gateway Cities
- South Bay
- Este de Los Ángeles (también conocida como 'East Los Ángeles' o el 'Eastside')
- South Los Ángeles (antes conocida como 'South Central')

Área estadística metropolitana de Los Ángeles-Long Beach-Santa Ana, CA MSA
Oficialmente, la Oficina de Administración y Presupuesto denomina como área estadística metropolitana de Los Ángeles-Long Beach-Santa Ana, CA MSA al área estadística metropolitana que abarca solo los condados de Los Ángeles y Orange. Posee 12.828.837 habitantes y tiene una superficie de 14.763,8 km². Se divide en las siguientes divisiones metropolitanas:
- División metropolitana de Los Ángeles-Long Beach-Glendale, CA
  - Condado de Los Ángeles, 14.574.165 habitantes.

- División metropolitana de Santa Ana-Anaheim-Irvine, CA
  - Condado de Orange, 4.670.394 habitantes.

Área estadística metropolitana combinada de Los Ángeles-Long Beach-Riverside, CA CSA

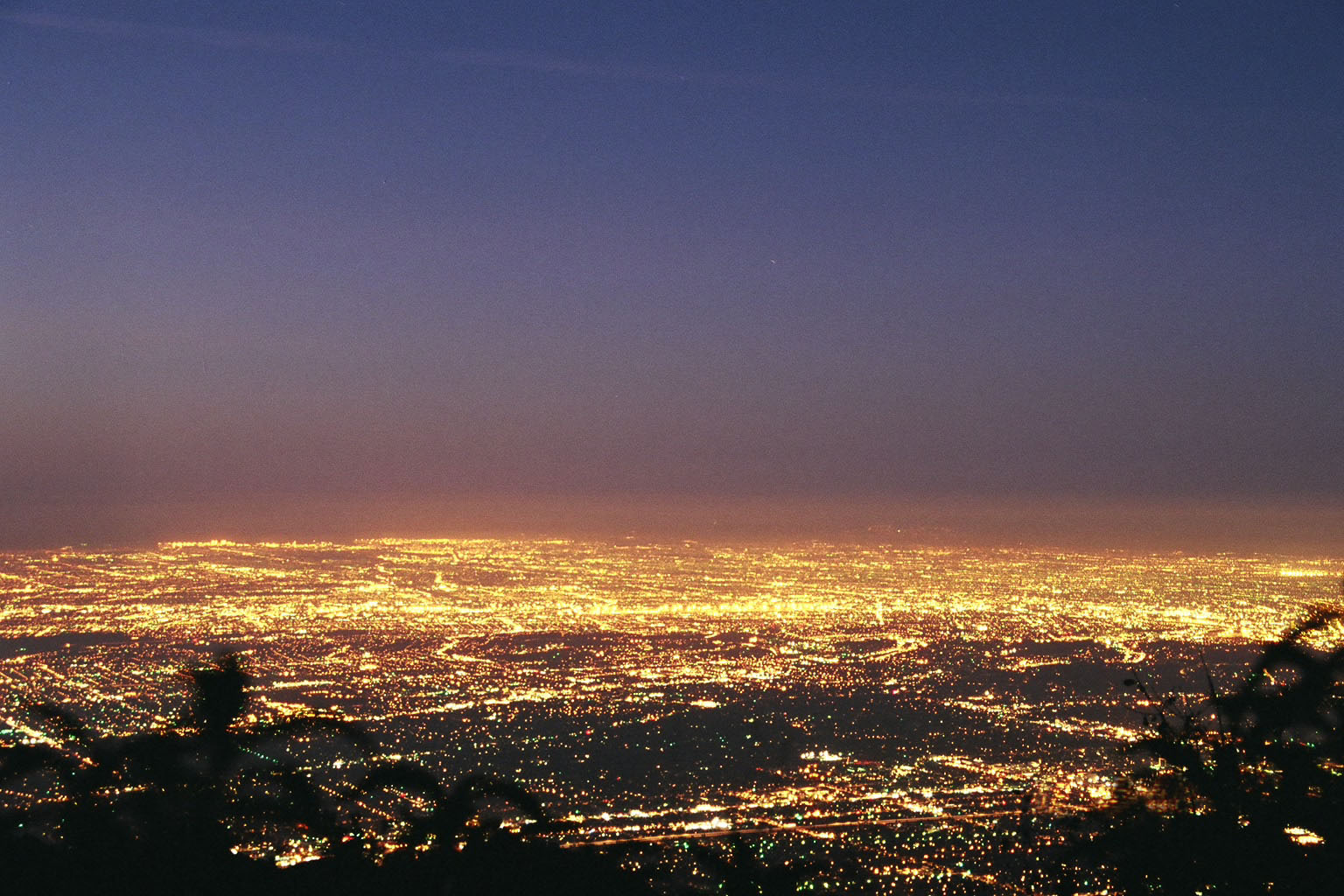
Los Ángeles al anochecer.

Es el área estadística metropolitana combinada, que abarca el área estadística metropolitana de Los Ángeles-Long Beach-Santa Ana, CA MSA junto con:
- Área estadística metropolitana de Oxnard-Thousand Oaks-Ventura, CA MSA
  - Condado de Ventura, 991.485 habitantes

- Área estadística metropolitana de Riverside-San Bernardino-Ontario, CA MSA
  - Condado de Riverside, 3.150.594 habitantes
  - Condado de San Bernardino, 3.150.000 habitantes,

totalizando 18.889.495 habitantes, según los resultados del censo 2013 en un área de 91.469,7 km².

## Espacio urbano
La reputación de la extensión urbana en el área de Los Ángeles es más histórica que actual. La ciudad de Los Ángeles comenzó a crecer al mismo tiempo que la compañía de ferrocarriles Pacific Electric Railway. La misma se extendía desde el centro de Los Ángeles a toda el área de la ciudad y a Pasadena. Pero con la popularidad de los automóviles y la caída de las compañías de ferrocarril los pueblos de fuera de la ciudad comenzaron a crecer más, ganando en extensión. Con esta descentralización, la ciudad de Los Ángeles es menos urbana comparada a otras ciudades estadounidenses. Se debe tener en cuenta las montañas de Santa Mónica que cruzan la ciudad. Por ese lado, el área del oeste de Los Ángeles es una de las zonas de mayor densidad de población en todo Estados Unidos.
Con el crecimiento del área urbana de Los Ángeles, nuevas casas e industrias prefieren las regiones del condado de Riverside y la ciudad de Irvine. La población y precios de viviendas en estas áreas del Inland Empire y otras han subido bastante en las últimas décadas. Al mismo tiempo, la Autoridad de Transportes de Los Ángeles promueve la construcción de viviendas de alto nivel de densidad.
En los suburbios de la región la población ha aumentado, dando como resultado una alta densidad de 7,070 personas por milla cuadrada (2,730/km²) de acuerdo al censo del año 2000. Pero el esparcimiento de Los Ángeles llegó a su límite geográfico alrededor del año 2000, y tuvo que extenderse salvando cerros completos. Los vendedores de viviendas se concentran así en las áreas centrales de la ciudad de Los Ángeles. Por ejemplo, en el centro de Los Ángeles se han edificado varios rascacielos (muchos de ellos residenciales), las oficinas libres comienzan a escasear y los alquileres siguen subiendo. La gente y el alcalde Antonio Villaraigosa entienden que las claves para el futuro del área y la ciudad son el transporte público y de alta densidad. El Gran Los Ángeles es el área metropolitana más grande de América por kilómetro cuadrado, más grande que la Ciudad de México (en el valle de México) y dos veces más grande que Nueva York. Se estima que el Gran Los Ángeles sobrepasará al área metropolitana de Nueva York en población. En 2010 la población de Nueva York era de 22.2 millones mientras que la de Los Ángeles ascendía a 20.5 millones de habitantes.

## Transporte

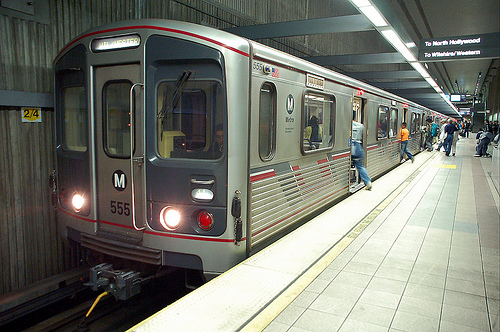
Línea D del Metro de Los Ángeles.

El Gran Los Ángeles tiene bastantes formas de transporte, hay cuatro aeropuertos internacionales en el área y tres aeropuertos nacionales. También cuenta con un tren de cercanías Metrolink. Los Ángeles tiene seis líneas de tren urbano con más de 101 estaciones, incluyendo 2 líneas de tren subterráneo. Gran Los Ángeles tiene el sistema de carreteras más largas y grandes de América. El puerto De Los Ángeles es el puerto más grande de América y el más ocupado también. En Los Ángeles está el World Cruise Center para cruceros, localizado debajo del puente Vincent Thomas, es la terminal de cruceros más grande de la costa oeste de los Estados Unidos.

## Turismo

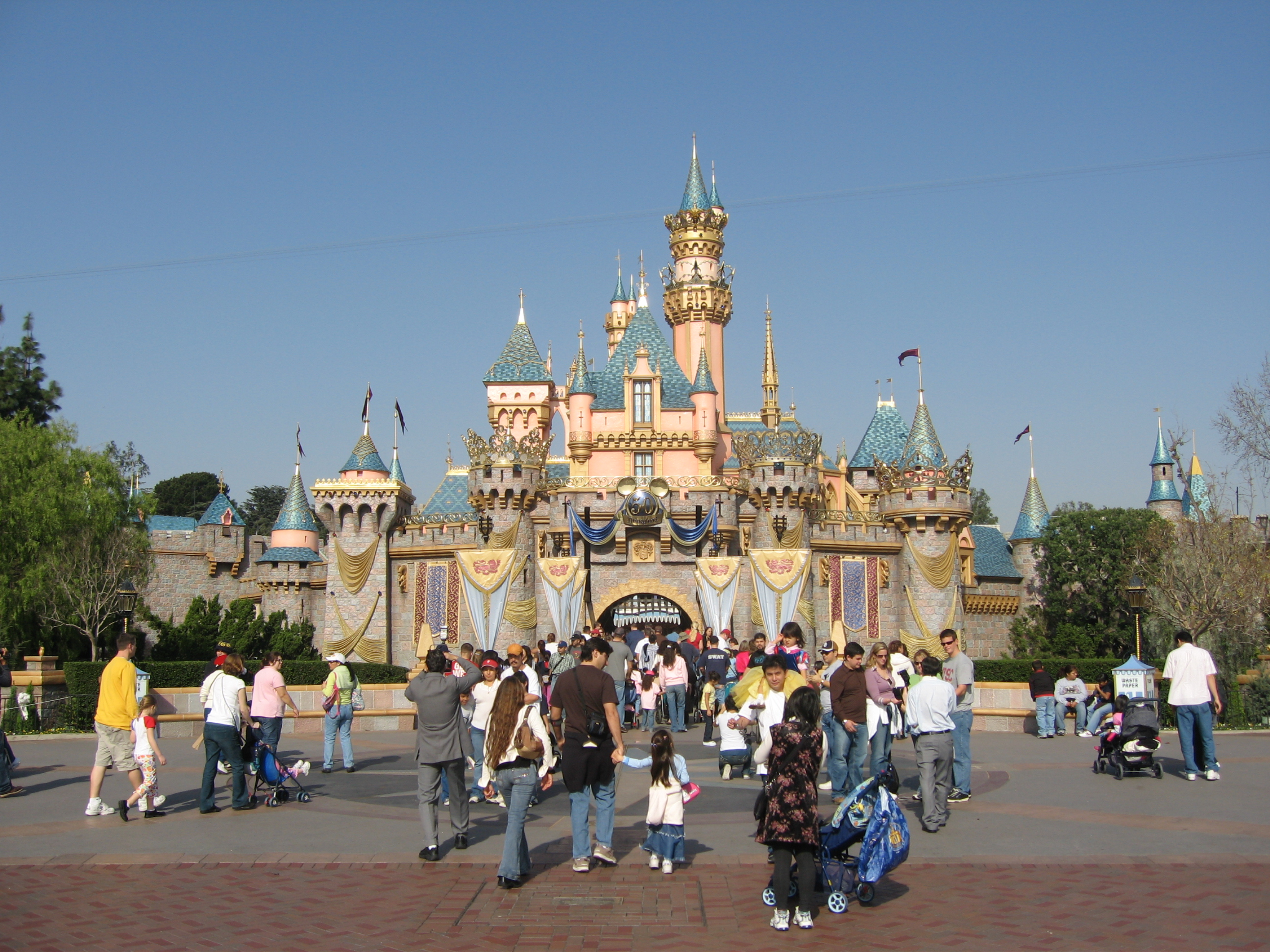
Castillo de la Bella Durmiente en Disneyland.

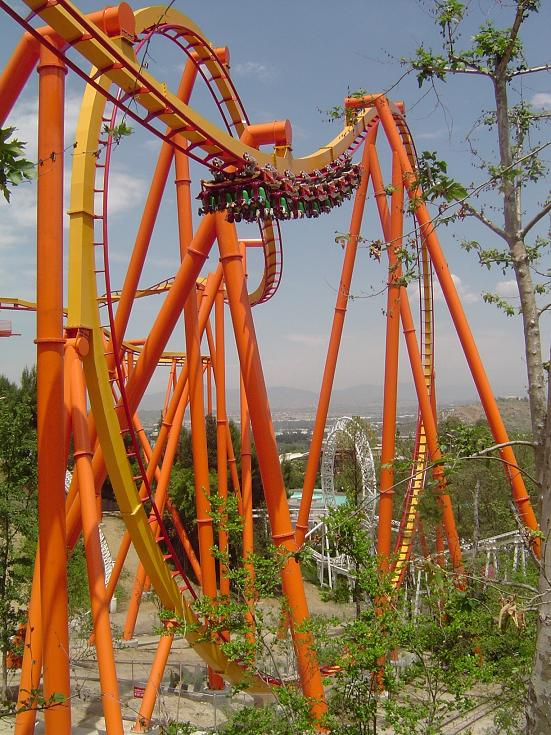
Tatsu, una de las montañas rusas del Six Flags Magic Mountain.

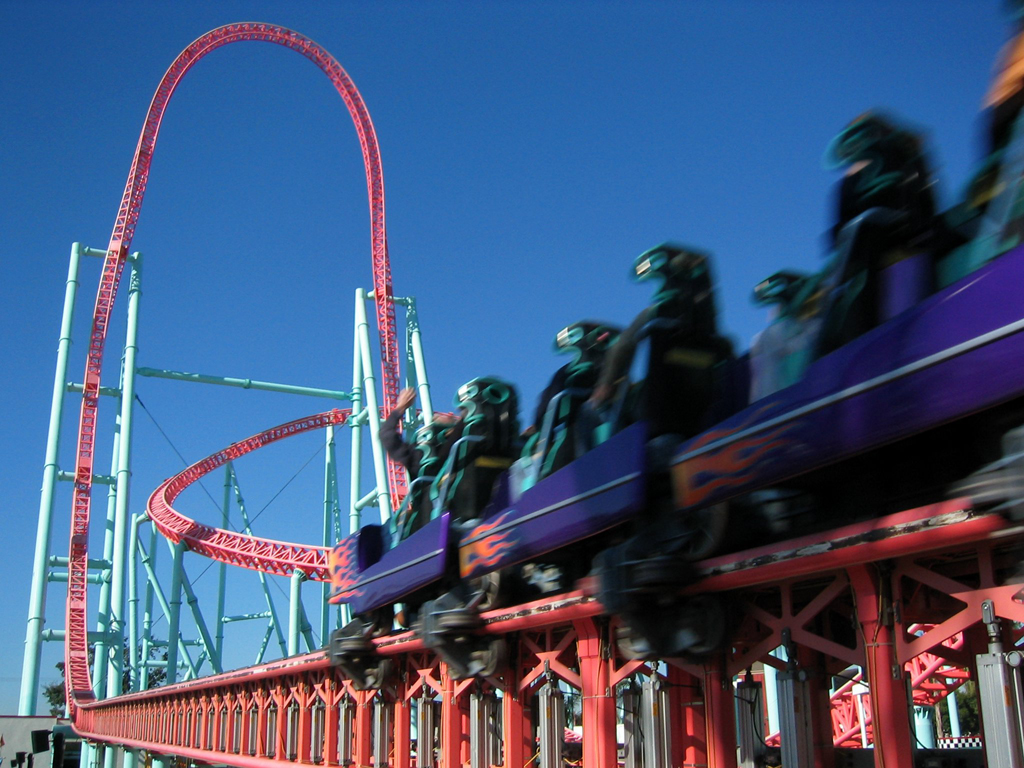
El Xcelerator se mueve a 82 millas por hora en sólo dos segundos.

Debido a la posición de Los Ángeles como la “capital mundial del entretenimiento”, hay una abundancia de atracciones, y es porque es uno de los destinos más visitados del mundo. He aquí algunas de las atracciones principales:

### Parques temáticos
- Disneyland
- Disney's California Adventure
- 3.er Parque Disney
- Knott's Berry Farm
- Pacific Park
- Six Flags Magic Mountain
- Universal Studios Hollywood

### Parques de atracciones
- Castle Park
- Scandia
- Boomers!
- Fiesta Village

### Playas famosas

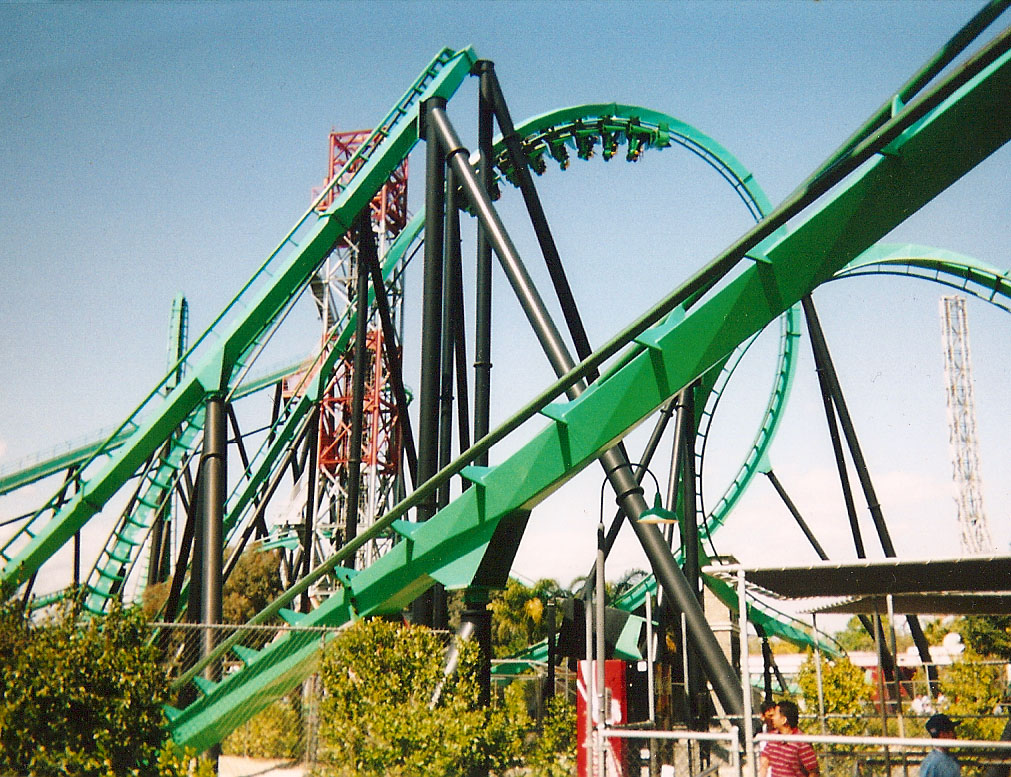
Riddler's Revenge, construida en 1998.

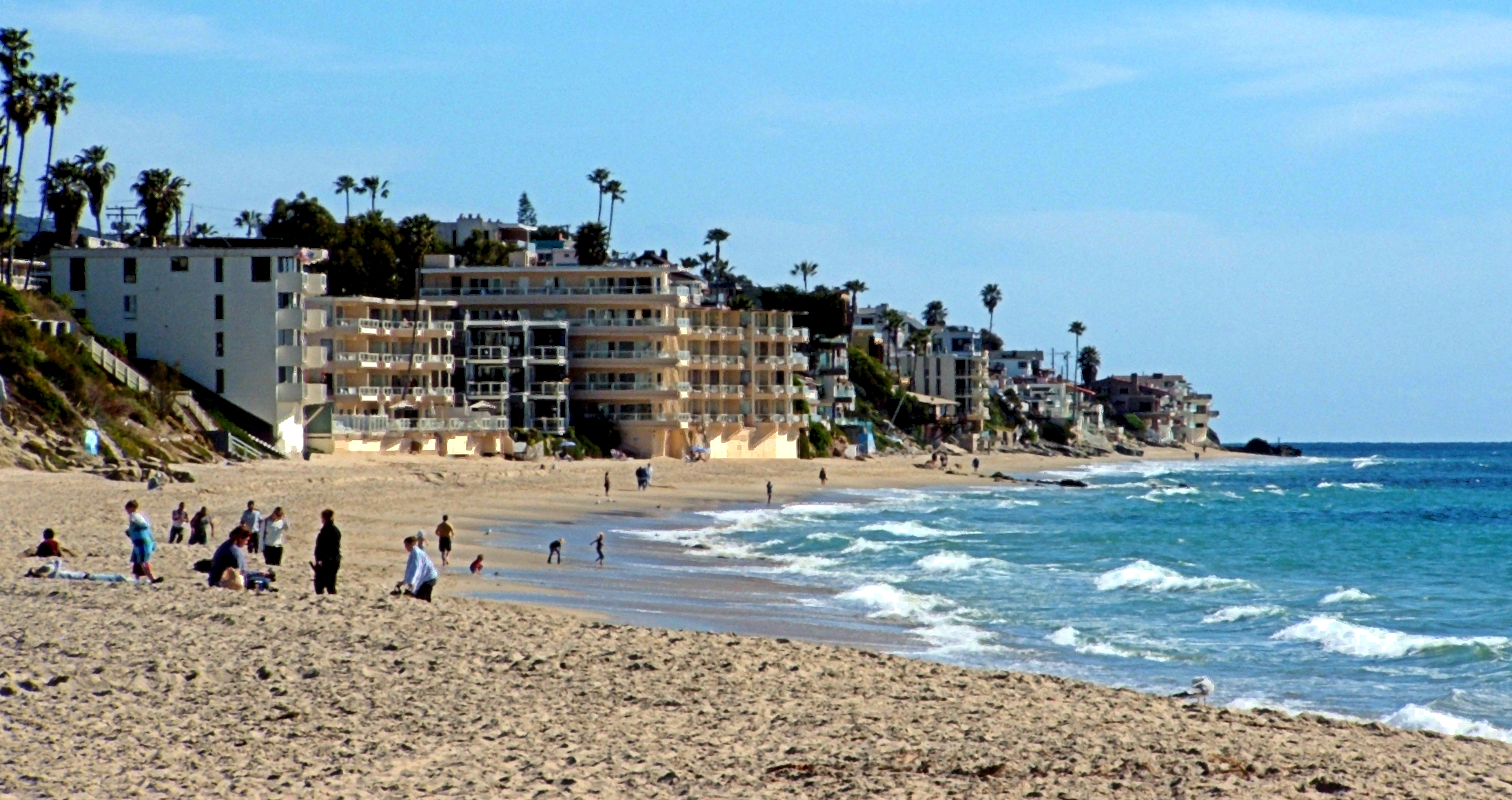
Costa de la Laguna Beach.

- Malibú
- Venice Beach
- Huntington Beach
- Laguna Beach
- Newport Beach
- Manhattan Beach
- Hermosa Beach
- Redondo Beach
- San Clemente
- Santa Mónica
- Long Beach
- Palos Verdes
- Avalon
- Pacific Palisades

### Compras

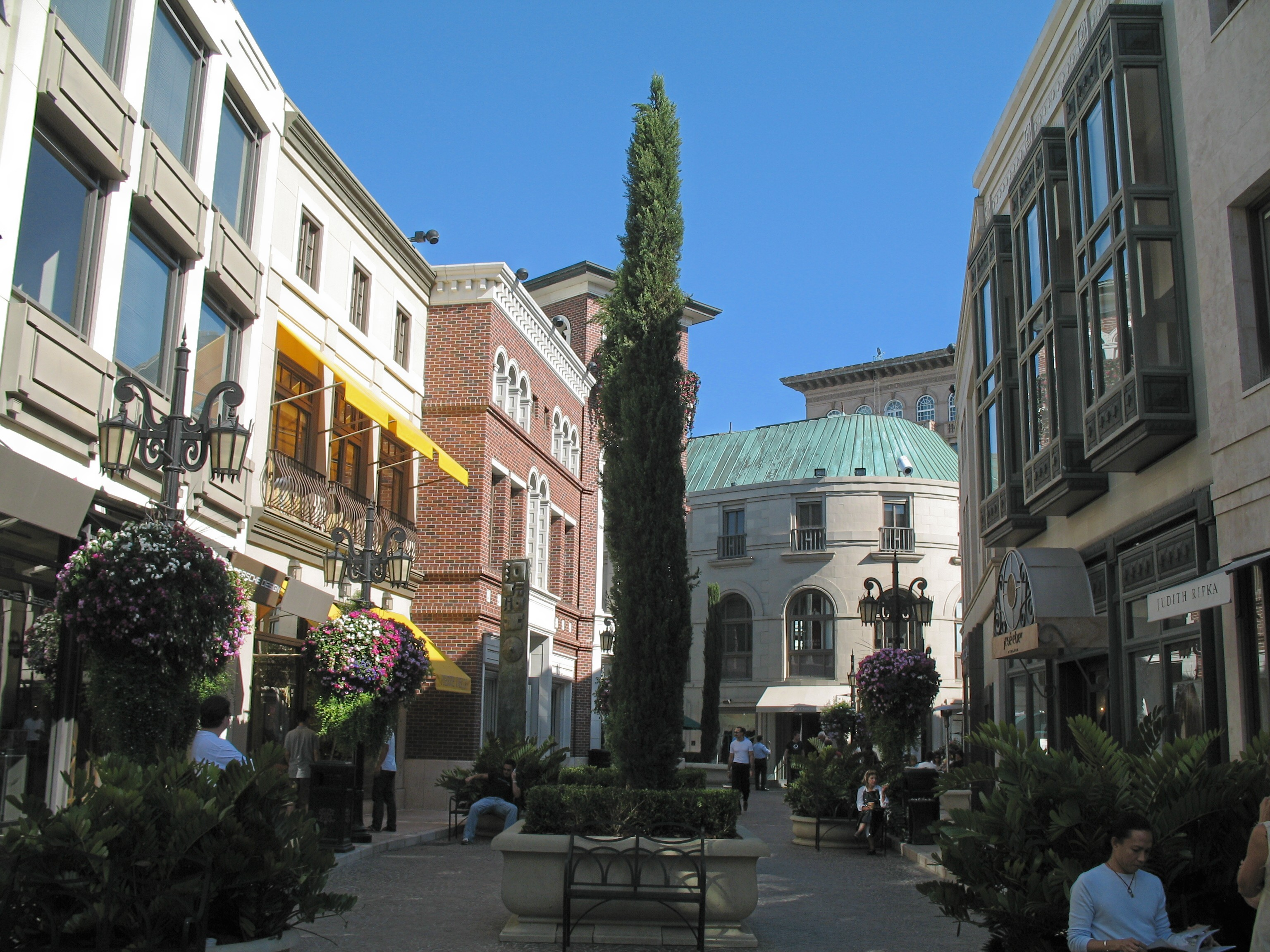
Rodeo Drive en Beverly Hills.

- Hollywood and Highland
- Rodeo Drive
- The Grove at Farmer's Market
- Beverly Center
- Glendale Galleria
- Westfield Century City
- Westside Pavilion
- Third Street Promenade
- South Coast Plaza
- Downtown Disney
- Universal CityWalk
- The Block at Orange
- The Oaks Mall
- Ontario Mills
- Fashion Island
- Los Cerritos Center
- Lakewood Center
- Citadel Outlets
- The Inland Center
- Americana At Brand
- Anaheim GardenWalk
- Westfield Topanga
- Westfield Promenade
- Westfield West Covina
- Westfield Santa Anita
- Plaza México
- Westfield Culver City
- Santa Monica Place
- Del Amo Fashion Center
- South Bay Galleria
- Irvine Spectrum
- Laguna Hills Mall
- The Tustin Marketplace
- Stonewood Center
- Fallbrook Center
- Northridge Fashion Center
- Melrose Heights
- Westmininster Mall
- Buena Park Mall
- Metro Pointe
- Brea Mall
- Montebello Center
- Cabazon Outlets
- Bella Terra
- Cerritos Auto Square
- Cerritos Towne Center
- Old Pasadena
- Paseo Colorado
- Valencia town center
- Victoria Gardens
- Westfield Eastland
- Westfield Fashion Square
- Westfield Palm Desert
- Promenade Mall
- Moreno Valley Mall
- The Promenade Mall at Dos Lagos
- The Shops at Mission Viejo
- The District
- Triangle Square
- The Pike
- Macy's Plaza
- Burbank Town Center
- Puente Hills Mall
- The Village
- Galleria at Tyler
- Riverside Plaza
- Long Beach Town Center

### Museos
- Museo Bowers
- Museo de Ciencias de California
- Centro Discovery Science
- Centro Getty
- Getty Villa
- Observatorio Griffith
- Biblioteca Huntington
- La Brea Tar Pits
- Museo de Arte del Condado de Los Ángeles
- Museo de Historia Natural del Condado de Los Ángeles
- Museo Norton Simon
- Museo de Arte Contemporáneo, Los Ángeles
- Museo de Arte Latinoamericano
- Museo de Tolerance
- Los Ángeles Childrens Museum
- Toyota USA Automotive Museum
- Kipspace Museum
- George C. Page Museum
- Librería de Ronald Regan
- Librería de Richard Nixon

### Estudios de cine

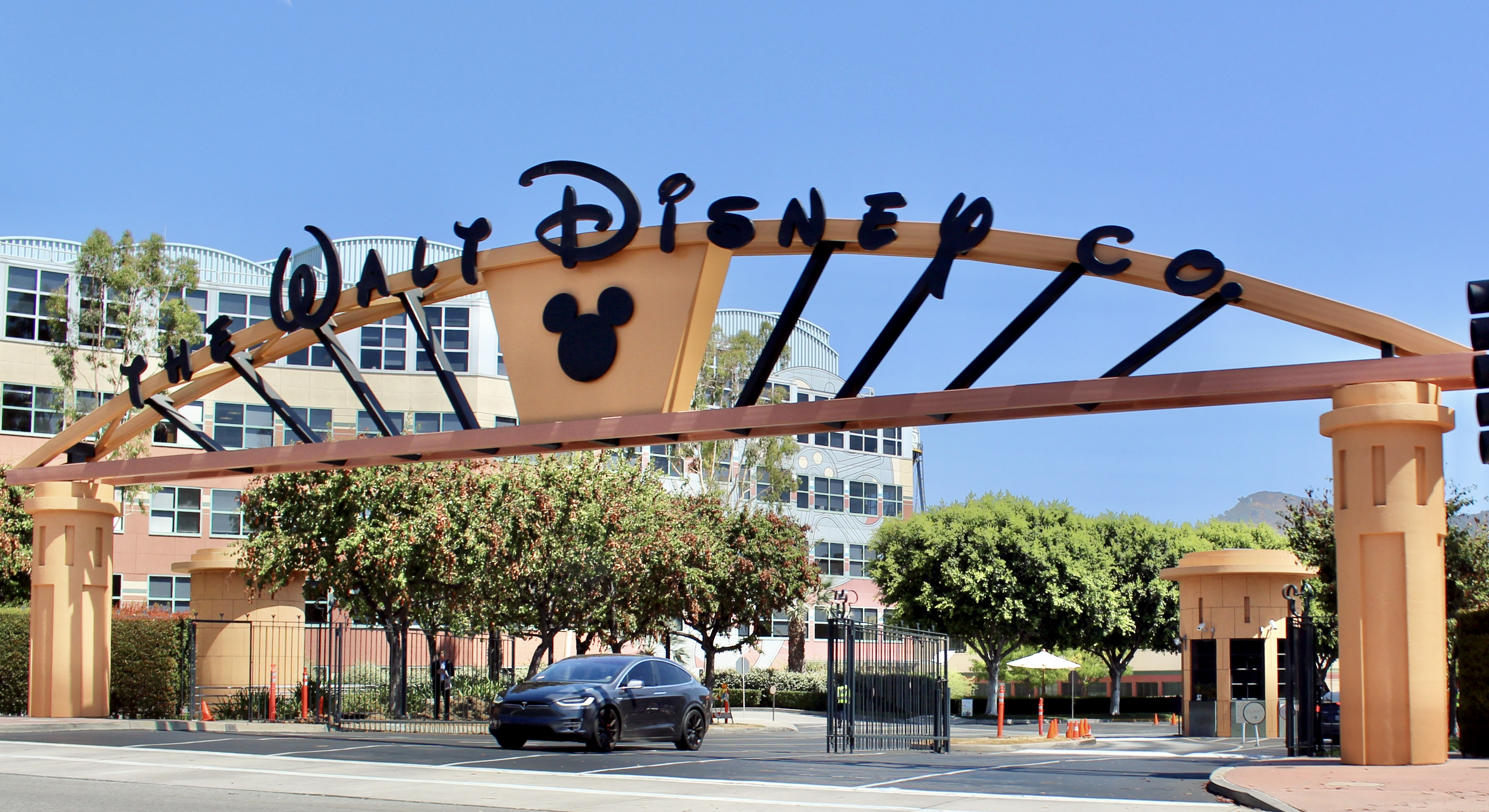
La entrada de los estudios Disney en la Avenida Alameda.

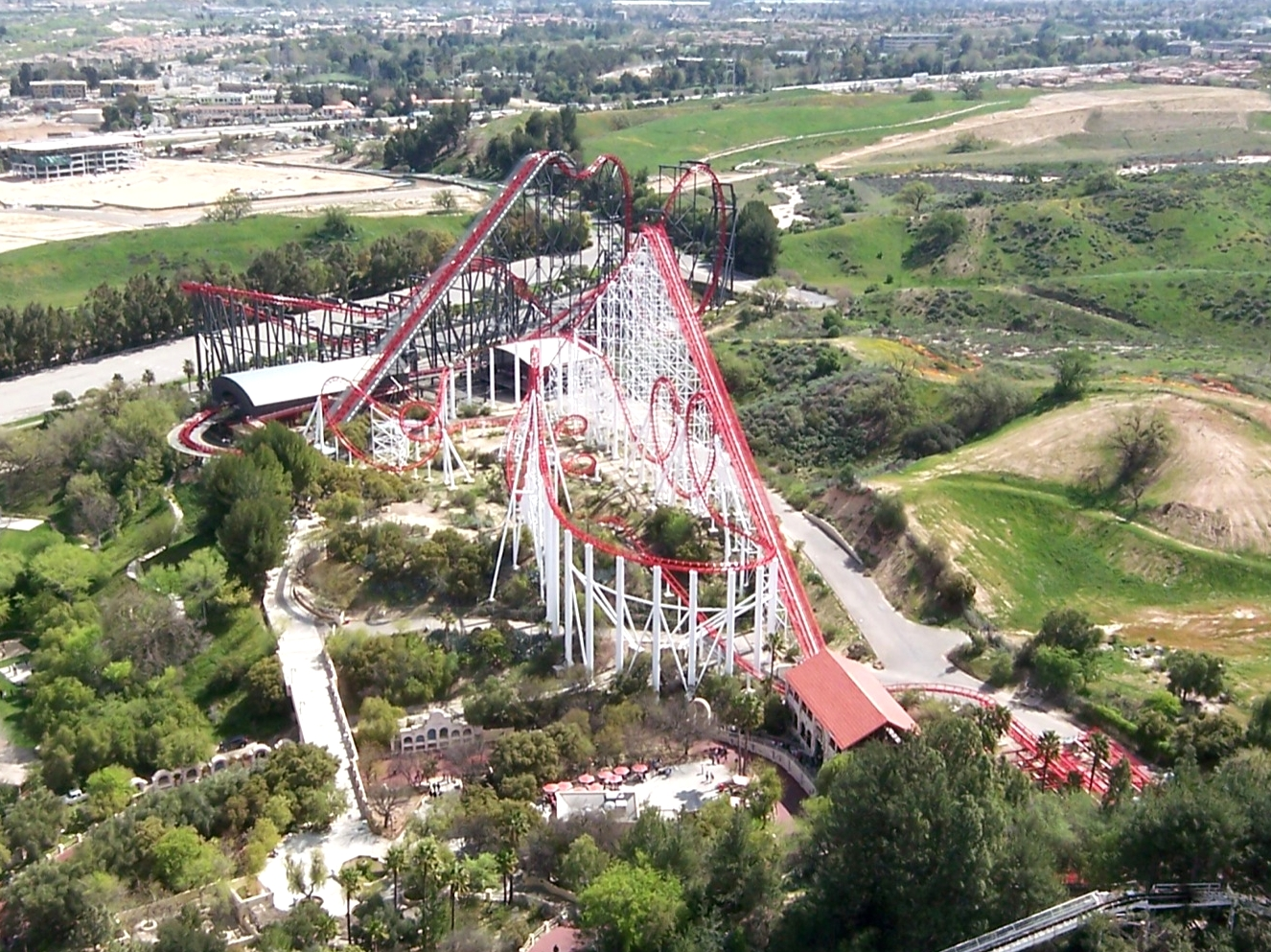
Viper, vista al fondo, fue construida en el parque en 1990.

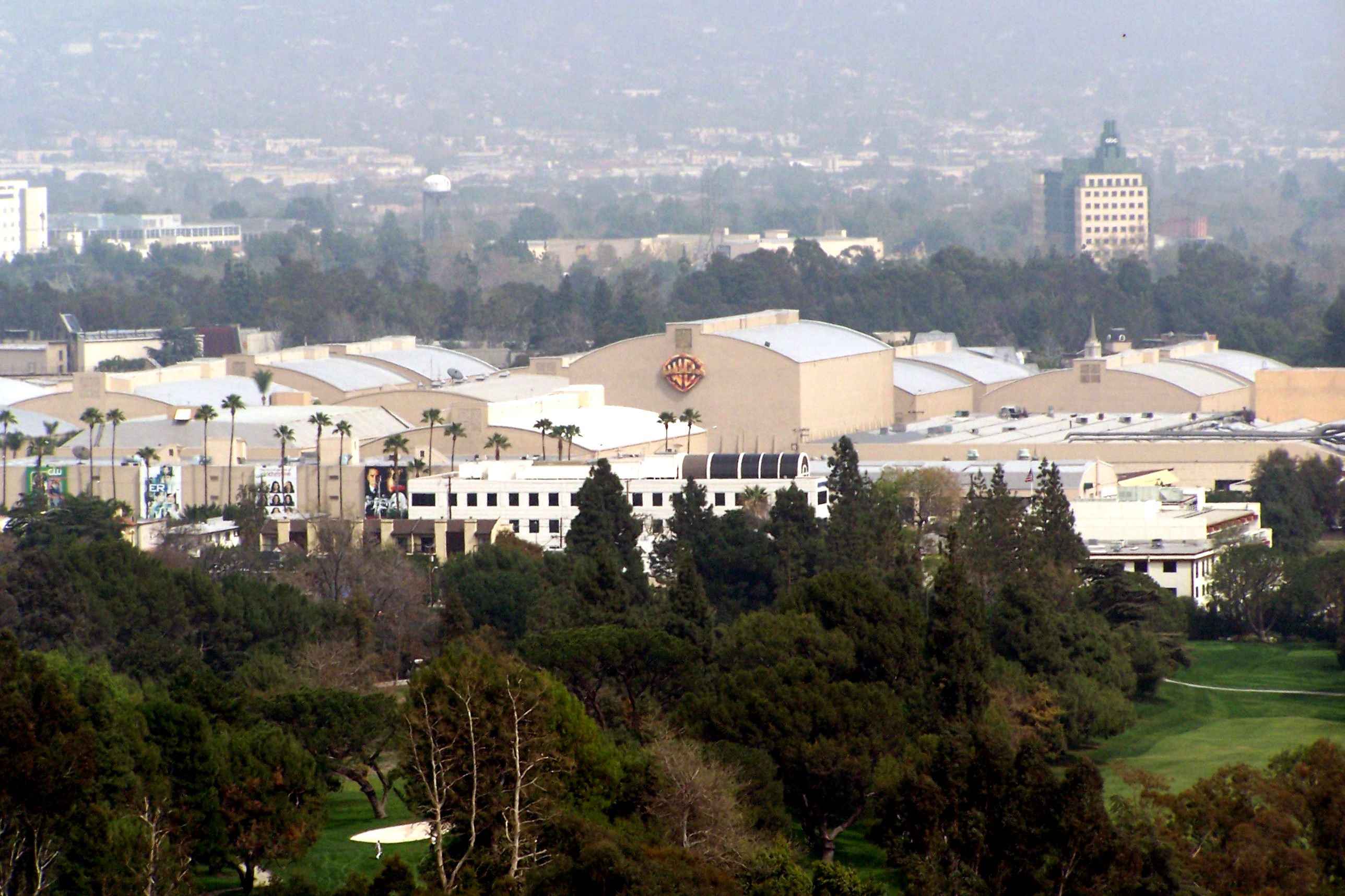
Warner Brothers Studios en el San Fernando Valley.

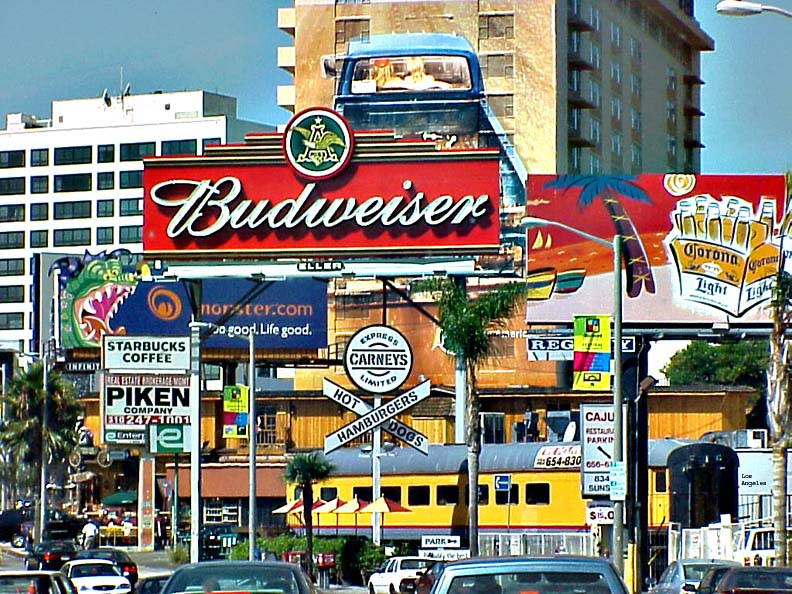
El Bulevar de Sunset.

- CBS Television City
- CBS Studio Center
- CBS Columbia Square
- Charlie Chaplin Studios
- Ren-Mar Studios
- Paramount Studios
- NBC Studios
- Telemundo LA Studios
- Walt Disney Pictures
- Walt Disney Animation Studios
- Golden Oak Ranch
- Hollywood Center Studios
- Universal Studios
- The Prospect Studios
- CBS Studios
- CNN Studios
- Estrella TV Studios
- Metromedia Square
- Santa Clarita Studios
- Cartoon Network Studios
- Nestor Studios
- NBC Universal Studios
- Univision
- ABC Studios
- KCAL 9 Studios
- 20th Century Fox
- KTLA Studios
- Sony Pictures Entertainment
- Fox Television Center
- Nickelodeon Animation Studios
- Nickelodeon on Sunset
- Sunset Gower Studios
- Walt Disney Toon Studios
- Downey Studios
- Warner Brothers Studios
- MGM Studios
- DreamWorks Animation Studios

### Zoológico y Acuarios
- Zoológico de Los Ángeles
- Zoológico de Santa Ana
- Acuario del Pacífico
- Orange County Zoo
- Desert Life & Gardens

### Centros de diversión/discotecas
- Hollywood
  - Sunset Strip
  - Hollywood Boulevard
- Santa Mónica
- Huntington Beach
- Wilshire
- West Hollywood
- Downtown Los Ángeles
- Koreatown
- North Hollywood

## Ciudades principales
- Anaheim

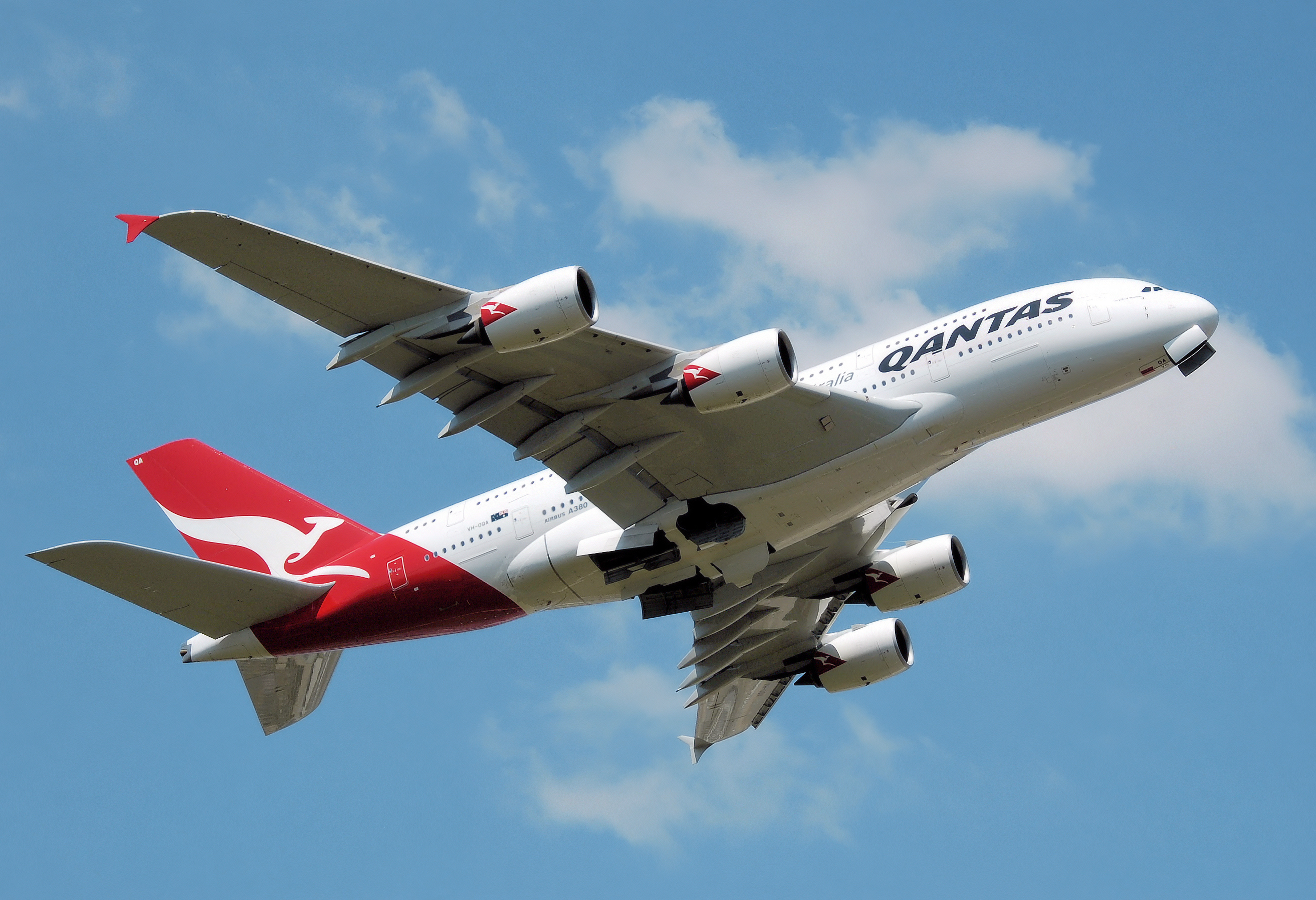
Un Airbus A380 despega de Los Ángeles.

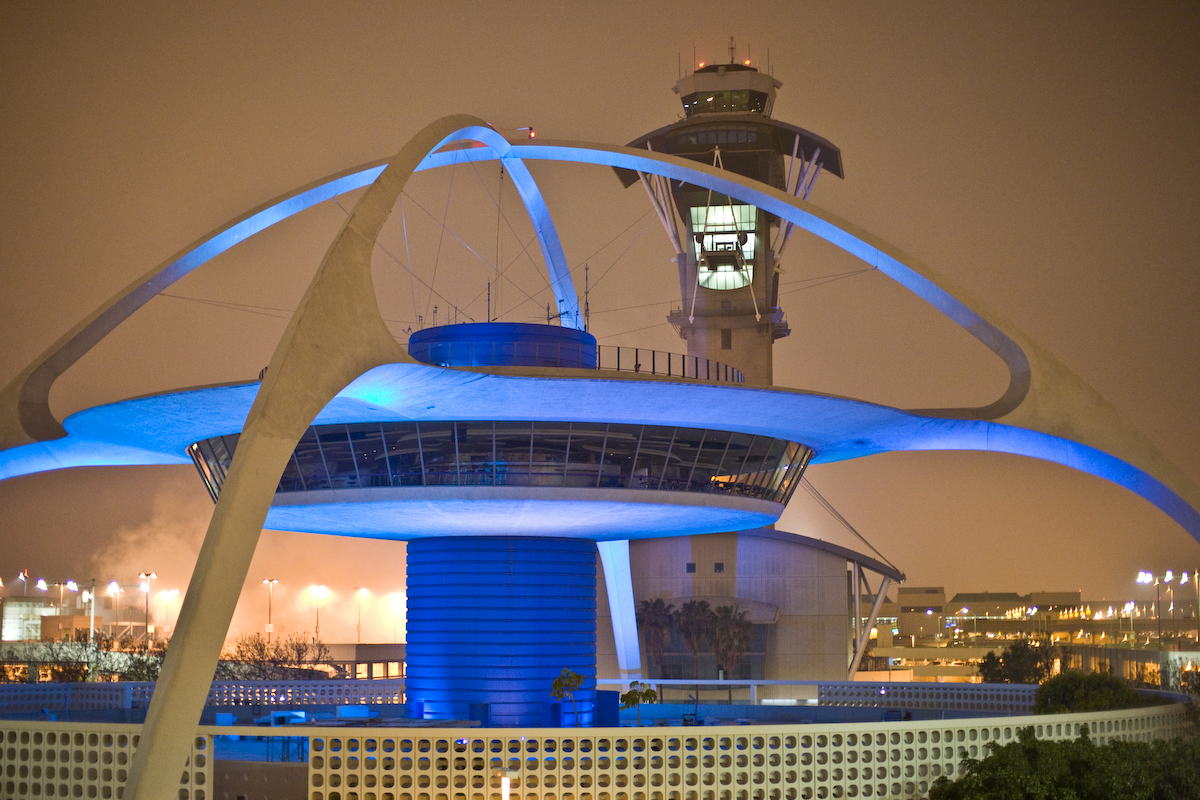
Aeropuerto Internacional de Los Ángeles (LAX), el quinto aeropuerto más transitado del mundo.

- Burbank - (Aeropuerto internacional: Aeropuerto Bob Hope)
- Glendale- Centro financiero
- Irvine- Centro financiero
- Long Beach - (Aeropuerto Municipal de Long Beach) (Puerto de Los Ángeles)

- Los Ángeles - (Aeropuerto internacional: Aeropuerto Internacional de Los Ángeles)
  - Barrios de Los Ángeles
- Ontario - (Aeropuerto Internacional LA/Ontario)
- Oxnard - (Aeropuerto de Oxnard)
- Palmdale - (Aeropuerto Palmdale Regional Airport)
- Pasadena
- Riverside - (Airport: Riverside Executive Municipal)
- San Bernardino - (Aeropuerto Internacional de San Bernardino)
- Santa Ana - (Aeropuerto John Wayne)

## Otras ciudades de Los Ángeles con más de cien mil habitantes
- Corona, California 211.194
- Costa Mesa, California 196.493
- Downey, California 150.695
- Este de Los Ángeles 146.735
- El Monte, California 127.934
- Fontana, California 198.883
- Fullerton, California 149.236
- Garden Grove, California 179.821

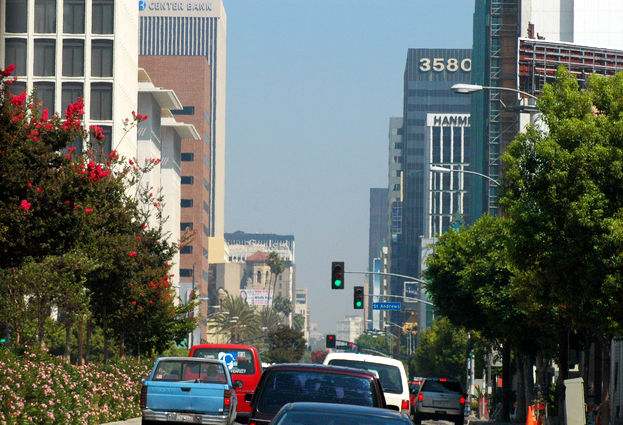
El Boulevard Wilshire en Koreatown.

- Huntington Beach, California 203.763
- Inglewood, California 136.872
- Moreno Valley, California 194.992
- Norwalk, California 111.837
- Orange, California 145.772
- Pomona, California 167.622
- Rancho Cucamonga, California 188.723
- Santa Clarita, California 201.632
- Santa Mónica (California) 102.663
- Simi Valley, California 128.936
- Thousand Oaks, California 137.902
- Torrance, California 150.937
- Ventura, California 117.837
- West Covina, California 113.726
- Los Ángeles, California 4.301.752
- Long Beach, California 628.584
- Irvine, California 218.817
- Rialto, California 100.024
- Riverside, California 328.475
- San Bernardino, California 210.923
- Oxnard, California 202.974
- Hawthorne, California 116.874
- Mission Viejo, California 100.524
- Anaheim, California 357.886
- Santa Ana, California 382.764
- Ontario, California 181.835
- Chino, California 100.063
- Palmdale, California 154.847
- Lancaster, California 146.932
- Victorville, California 112.734
- South Gate, California 122.394
- Carson, California 176.391
- Glendale, California 288.896
- Murrieta, California 103.836
- Temecula, California 102.576
- Pasadena, California 154.887
- Westminster, California 100.004
- Compton, California 101.057
- Burbank, California 108.273

## Clima
Los Ángeles es reconocido por su clima árido y seco, con los meses más calurosos siendo agosto, septiembre, y julio. Es muy común que la temperatura de la región suba hasta los 100F/38C, y es muy raro que baje por debajo de los 40F/5C.
| Parámetros climáticos promedio de Los Ángeles (Centro/Este de Los Ángeles) | Parámetros climáticos promedio de Los Ángeles (Centro/Este de Los Ángeles) | Parámetros climáticos promedio de Los Ángeles (Centro/Este de Los Ángeles) | Parámetros climáticos promedio de Los Ángeles (Centro/Este de Los Ángeles) | Parámetros climáticos promedio de Los Ángeles (Centro/Este de Los Ángeles) | Parámetros climáticos promedio de Los Ángeles (Centro/Este de Los Ángeles) | Parámetros climáticos promedio de Los Ángeles (Centro/Este de Los Ángeles) | Parámetros climáticos promedio de Los Ángeles (Centro/Este de Los Ángeles) | Parámetros climáticos promedio de Los Ángeles (Centro/Este de Los Ángeles) | Parámetros climáticos promedio de Los Ángeles (Centro/Este de Los Ángeles) | Parámetros climáticos promedio de Los Ángeles (Centro/Este de Los Ángeles) | Parámetros climáticos promedio de Los Ángeles (Centro/Este de Los Ángeles) | Parámetros climáticos promedio de Los Ángeles (Centro/Este de Los Ángeles) | Parámetros climáticos promedio de Los Ángeles (Centro/Este de Los Ángeles) |
| Mes                                                                        | Ene.                                                                       | Feb.                                                                       | Mar.                                                                       | Abr.                                                                       | May.                                                                       | Jun.                                                                       | Jul.                                                                       | Ago.                                                                       | Sep.                                                                       | Oct.                                                                       | Nov.                                                                       | Dic.                                                                       | Anual                                                                      |
| -------------------------------------------------------------------------- | -------------------------------------------------------------------------- | -------------------------------------------------------------------------- | -------------------------------------------------------------------------- | -------------------------------------------------------------------------- | -------------------------------------------------------------------------- | -------------------------------------------------------------------------- | -------------------------------------------------------------------------- | -------------------------------------------------------------------------- | -------------------------------------------------------------------------- | -------------------------------------------------------------------------- | -------------------------------------------------------------------------- | -------------------------------------------------------------------------- | -------------------------------------------------------------------------- |
| Temp. máx. abs. (°C)                                                       | 36.7                                                                       | 36.7                                                                       | 39.4                                                                       | 40                                                                         | 40.6                                                                       | 44.4                                                                       | 42.8                                                                       | 41.1                                                                       | 45                                                                         | 42.2                                                                       | 38.3                                                                       | 35.6                                                                       | 45                                                                         |
| Temp. máx. media (°C)                                                      | 23                                                                         | 23.2                                                                       | 24.2                                                                       | 26.8                                                                       | 28.7                                                                       | 30.3                                                                       | 33.8                                                                       | 34.2                                                                       | 33.7                                                                       | 29.7                                                                       | 26.6                                                                       | 23.2                                                                       | 28.8                                                                       |
| Temp. media (°C)                                                           | 16.2                                                                       | 16.7                                                                       | 17.4                                                                       | 19.9                                                                       | 26.7                                                                       | 27.4                                                                       | 27.9                                                                       | 28.7                                                                       | 28.4                                                                       | 25.5                                                                       | 20.3                                                                       | 17                                                                         | 23.4                                                                       |
| Temp. mín. media (°C)                                                      | 9.9                                                                        | 10.1                                                                       | 11.3                                                                       | 12.6                                                                       | 16.1                                                                       | 19.2                                                                       | 20.6                                                                       | 21.7                                                                       | 21.2                                                                       | 15.8                                                                       | 12.1                                                                       | 9.8                                                                        | 16.9                                                                       |
| Temp. mín. abs. (°C)                                                       | -1.1                                                                       | 1.1                                                                        | 1.7                                                                        | 5.6                                                                        | 7.2                                                                        | 8.9                                                                        | 11.7                                                                       | 10.6                                                                       | 12.2                                                                       | 6.1                                                                        | 3.3                                                                        | 0                                                                          | -1.1                                                                       |
| Lluvias (mm)                                                               | 75.7                                                                       | 79                                                                         | 61                                                                         | 16                                                                         | 6.1                                                                        | 2                                                                          | 0.8                                                                        | 3.6                                                                        | 6.6                                                                        | 9.1                                                                        | 28.7                                                                       | 45.5                                                                       | 334                                                                        |
| Días de lluvias (≥ 0.01 in)                                                | 6.4                                                                        | 6.3                                                                        | 6.5                                                                        | 2.6                                                                        | 1.3                                                                        | 0.5                                                                        | 0.4                                                                        | 0.5                                                                        | 1.2                                                                        | 2.0                                                                        | 3.1                                                                        | 4.7                                                                        | 35.5                                                                       |
| Fuente: National Oceanic and Atmospheric Administration                    |                                                                            |                                                                            |                                                                            |                                                                            |                                                                            |                                                                            |                                                                            |                                                                            |                                                                            |                                                                            |                                                                            |                                                                            |                                                                            |

| Parámetros climáticos promedio de Los Ángeles (Canoga Park, en el Valle de San Fernando) | Parámetros climáticos promedio de Los Ángeles (Canoga Park, en el Valle de San Fernando) | Parámetros climáticos promedio de Los Ángeles (Canoga Park, en el Valle de San Fernando) | Parámetros climáticos promedio de Los Ángeles (Canoga Park, en el Valle de San Fernando) | Parámetros climáticos promedio de Los Ángeles (Canoga Park, en el Valle de San Fernando) | Parámetros climáticos promedio de Los Ángeles (Canoga Park, en el Valle de San Fernando) | Parámetros climáticos promedio de Los Ángeles (Canoga Park, en el Valle de San Fernando) | Parámetros climáticos promedio de Los Ángeles (Canoga Park, en el Valle de San Fernando) | Parámetros climáticos promedio de Los Ángeles (Canoga Park, en el Valle de San Fernando) | Parámetros climáticos promedio de Los Ángeles (Canoga Park, en el Valle de San Fernando) | Parámetros climáticos promedio de Los Ángeles (Canoga Park, en el Valle de San Fernando) | Parámetros climáticos promedio de Los Ángeles (Canoga Park, en el Valle de San Fernando) | Parámetros climáticos promedio de Los Ángeles (Canoga Park, en el Valle de San Fernando) | Parámetros climáticos promedio de Los Ángeles (Canoga Park, en el Valle de San Fernando) |
| Mes                                                                                      | Ene.                                                                                     | Feb.                                                                                     | Mar.                                                                                     | Abr.                                                                                     | May.                                                                                     | Jun.                                                                                     | Jul.                                                                                     | Ago.                                                                                     | Sep.                                                                                     | Oct.                                                                                     | Nov.                                                                                     | Dic.                                                                                     | Anual                                                                                    |
| ---------------------------------------------------------------------------------------- | ---------------------------------------------------------------------------------------- | ---------------------------------------------------------------------------------------- | ---------------------------------------------------------------------------------------- | ---------------------------------------------------------------------------------------- | ---------------------------------------------------------------------------------------- | ---------------------------------------------------------------------------------------- | ---------------------------------------------------------------------------------------- | ---------------------------------------------------------------------------------------- | ---------------------------------------------------------------------------------------- | ---------------------------------------------------------------------------------------- | ---------------------------------------------------------------------------------------- | ---------------------------------------------------------------------------------------- | ---------------------------------------------------------------------------------------- |
| Temp. máx. abs. (°C)                                                                     | 36.7                                                                                     | 37.8                                                                                     | 38.3                                                                                     | 42.8                                                                                     | 45                                                                                       | 46.1                                                                                     | 48.3                                                                                     | 46.7                                                                                     | 46.1                                                                                     | 43.3                                                                                     | 37.8                                                                                     | 35.6                                                                                     | 48.3                                                                                     |
| Temp. máx. media (°C)                                                                    | 22.5                                                                                     | 23.3                                                                                     | 24.4                                                                                     | 27.1                                                                                     | 30.1                                                                                     | 33.4                                                                                     | 37.8                                                                                     | 38.4                                                                                     | 37.5                                                                                     | 30.8                                                                                     | 26.4                                                                                     | 22.4                                                                                     | 30.1                                                                                     |
| Temp. media (°C)                                                                         | 12.1                                                                                     | 13                                                                                       | 16.8                                                                                     | 19.1                                                                                     | 24.6                                                                                     | 26.1                                                                                     | 26.7                                                                                     | 27.7                                                                                     | 26.9                                                                                     | 22.7                                                                                     | 15.6                                                                                     | 12                                                                                       | 22.3                                                                                     |
| Temp. mín. media (°C)                                                                    | 6.9                                                                                      | 7.7                                                                                      | 9.6                                                                                      | 12.1                                                                                     | 13.9                                                                                     | 17.3                                                                                     | 20.4                                                                                     | 20.8                                                                                     | 20.5                                                                                     | 12.3                                                                                     | 9.3                                                                                      | 6.8                                                                                      | 14.7                                                                                     |
| Temp. mín. abs. (°C)                                                                     | -6.1                                                                                     | -5.6                                                                                     | -3.3                                                                                     | 0                                                                                        | 0.6                                                                                      | 2.2                                                                                      | 5.6                                                                                      | 5.6                                                                                      | 3.3                                                                                      | -2.8                                                                                     | -5                                                                                       | -6.7                                                                                     | -7.8                                                                                     |
| Lluvias (mm)                                                                             | 97.3                                                                                     | 111.8                                                                                    | 91.4                                                                                     | 22.4                                                                                     | 8.1                                                                                      | 1.8                                                                                      | 0.3                                                                                      | 3.8                                                                                      | 6.1                                                                                      | 15.7                                                                                     | 32.8                                                                                     | 60.5                                                                                     | 451.9                                                                                    |
| Días de lluvias (≥ 0.01 in)                                                              | 6.2                                                                                      | 5.9                                                                                      | 6.1                                                                                      | 3.0                                                                                      | 1.3                                                                                      | 0.4                                                                                      | 0.1                                                                                      | 0.7                                                                                      | 1.3                                                                                      | 2.0                                                                                      | 3.2                                                                                      | 4.4                                                                                      | 34.6                                                                                     |
| Fuente: NOAA                                                                             |                                                                                          |                                                                                          |                                                                                          |                                                                                          |                                                                                          |                                                                                          |                                                                                          |                                                                                          |                                                                                          |                                                                                          |                                                                                          |                                                                                          |                                                                                          |

## Deportes
| Equipo                        | Deporte                       | Liga                                      | Sede                                        |
| ----------------------------- | ----------------------------- | ----------------------------------------- | ------------------------------------------- |
| Los Angeles Dodgers           | Béisbol                       | Grandes Ligas de Béisbol - Liga Nacional  | Dodger Stadium                              |
| Los Ángeles Angels of Anaheim | Béisbol                       | Grandes Ligas de Béisbol - Liga Americana | Angel Stadium of Anaheim                    |
| Los Angeles Lakers            | Baloncesto                    | National Basketball Association           | Staples Center                              |
| Los Angeles Clippers          | Baloncesto                    | National Basketball Association           | Staples Center                              |
| Sacramento Kings              | Baloncesto                    | National Basketball Association           | Honda Center                                |
| Los Angeles Kings             | Hockey sobre hielo            | National Hockey League                    | Staples Center                              |
| Anaheim Ducks                 | Hockey sobre hielo            | National Hockey League                    | Honda Center                                |
| Los Ángeles Galaxy            | Fútbol                        | Major League Soccer                       | The Home Depot Center                       |
| Los Angeles Rams              | Fútbol Americano              | National Football League                  | Los Angeles Memorial Coliseum               |
| Los Angeles Chargers          | Fútbol Americano              | National Football League                  | StubHub Center                              |
| Los Angeles Sparks            | Baloncesto                    | WNBA                                      | Staples Center                              |
| UCLA Bruins                   | Baloncesto y Fútbol americano | National Collegiate Athletic Association  | Rose Bowl, Pauley Pavillion                 |
| USC Trojans                   | Baloncesto y Fútbol americano | National Collegiate Athletic Association  | Los Ángeles Memorial Coliseum, Galen Center |

## Demografía
Actualmente, el Área Metropolitana de Los Ángeles, comprende según la Oficina del Censo de los Estados Unidos un conglomerado urbano de 22.235.332 habitantes, en 2010. El área tiene gente de todas las partes del mundo. La mayoría son hispanos, europeos, asiáticos, blancos y del Medio Oriente. Hay pocos africanos. En el área de Gran Los Ángeles hay muchas colonias de gente de diferentes partes del mundo por ejemplo, Chinatown, Little Tokio, Little Saigon, Little Italy, colonias francesas, Little Ethopia, Little Armenia, Little Taipei, Little India, Greektown, Cambodia Town, Japantown, Sawtelle, Koreatown, Little Seoul, Fillipinotown, Little Manila, Thai Town, colonias rusas, Maltatown San Pedro, Via Italia, Germantown, Portugal, Little Moscow, Little Arabia, Little Persia, Tehrangeles, Arab Street, Olvera Street, South America, colonias cubanas y puertorriqueñas, Caribe y Little France.

## Eventos
- Electronic Entertainment Expo - Los Ángeles
- Feria del Condado de Los Ángeles - Pomona, California
- Desfile del Torneo de las Rosas- Pasadena, California
- Premios Óscar- Los Ángeles
- Desfile de Navidad de Hollywood - Los Ángeles
- Maratón de Los Ángeles- Los Ángeles
- El circuito de NASCAR, California Speedway - Fontana, California
- West Hollywood Halloween Carnaval - West Hollywood
- Golden Dragon Parade - Chinatown, Los Ángeles
- National Orange Show - San Bernardino, California
- Route 66 Rendezvous Celebración de la Ruta 66 - San Bernardino, California
- Feria del Condado de Orange - Costa Mesa, California
- Grand Prix de Long Beach - Long Beach, California